# Naohiro Takahara
Naohiro Takahara (jap. 高原 直泰 Takahara Naohiro; * 4. Juni 1979 in Mishima) ist ein ehemaliger japanischer Fußballspieler. Seit 2016 ist er Präsident des Viertligisten Okinawa SV.

## Karriere

### Spieler
Takahara begann im Alter von sechs Jahren Fußball zu spielen. Als Jugendlicher lief er für die Shimizu Highschool und die Tōkai-Universität auf. Seine erste Station im Profifußball war von 1998 bis 2001 die japanische Erstligamannschaft von Júbilo Iwata. In der Saison 2001/02 wurde Takahara von seinem Klub zeitweilig an Boca Juniors in Argentinien ausgeliehen. Da man sich ihn dort nach finanziellen Schwierigkeiten nicht mehr leisten konnten (1 Tor in 6 Ligaspielen), kehrte Takahara im Januar 2002 zu Jubilo Iwata zurück. Nach seiner Rückkehr spielte Takahara seine erfolgreichste Saison 2001/02 für Jubilo Iwata, als er in 27 Ligaspielen 26 Tore erzielte. Mit dieser Leistung wurde er sowohl Torschützenkönig in der J. League als auch Fußballer des Jahres in Japan. In der japanischen J. League schoss der Stürmer in insgesamt 105 Einsätzen für Jubilo Iwata 58 Tore.
Im Januar 2003 wechselte Takahara für eine Ablösesumme von 200.000 Euro zum Hamburger SV in die Bundesliga. Dort erzielte Takahara in 97 Bundesligaspielen 13 Tore. Am 14. Mai 2006 wechselte Takahara für eine Ablösesumme von 750.000 Euro zu Eintracht Frankfurt. Dort unterschrieb er einen Dreijahresvertrag.
In der Bundesliga-Saison 2006/07 spielte Takahara seine beste Saison in der Bundesliga. Er erzielte in 30 Ligaspielen 11 Tore für die Eintracht. In dieser Spielzeit gelang ihm im Spiel gegen Alemannia Aachen am 15. Spieltag sein einziger Hattrick in der Bundesliga. Darüber hinaus schoss er beim letzten Gruppenspiel im UEFA-Cup gegen Fenerbahçe Istanbul zwei Tore. Im DFB-Pokal 2006/07 erzielte Takahara vier Treffer in vier Spielen. Wie auch schon in seiner Zeit beim Hamburger SV avancierte Takahara bei Eintracht Frankfurt zum Publikumsliebling.
Nach dem enttäuschenden Verlauf in der Saison 2007/08 (8 Ligaspiele, 1 Tor) wechselte Takahara im Januar 2008 für eine Ablösesumme von 1,5 Millionen Euro zu den Urawa Red Diamonds, wo er einen Vertrag bis zum 31. Dezember 2010 unterzeichnet hat.
Im Juli 2010 wechselte Takahara zu den Suwon Bluewings nach Südkorea. Aber nach nur einem halben Jahr kehrte er nach Japan zurück und wechselte zu Shimizu S-Pulse.
In der Nationalmannschaft Japans gab Takahara sein Debüt am 16. Februar 2000 beim Spiel gegen die Nationalmannschaft Bruneis. Zu seinen stärksten Spielen zählte die Begegnung gegen die deutsche Fußballnationalmannschaft am 30. Mai 2006, in der er zwei Tore erzielte.
Im Januar 2013 wechselte Takahara zu Tokyo Verdy, von 2014 bis 2015 spielte Takahara beim SC Sagamihara.
2016 gründete Takahara auf der Inselgruppe Okinawa einen neuen Fußballverein namens Okinawa SV mit dem Ziel, den Verein langfristig in die J-League zu führen. Der Vereinsname ist angelehnt an den HSV, wo Takahara von 2003 bis 2006 spielte. Der Verein startete 2016 in der untersten Liga des japanischen Ligasystems und wurde hier Tabellenerster mit neun Siegen aus neun Spielen und einer Torbilanz von 123:1. 2022 stieg er mit dem Verein in die viertklassige Japan Football League auf.

### Trainer
Nach dem Wechsel zum Okinawa SV 2016 wurde er Spielertrainer des Vereins. Das Amt übte er bis Ende 2020 aus. Ende Juli 2021 wurde er wieder Trainer beim Okinawa SV.

### Funktionär
Seit 2016 ist Naohiro Takahara Präsident des Viertligisten Okinawa SV.

## Auszeichnungen
- 2020 Japanische Regionalliga-Champions League Torschützenkönig
- 2020 Kyushu Soccer League Torschützenkönig
- 2007 Asian Championship Torschützenkönig
- 2002 J. League: Fußballer des Jahres
- 2002 J. League: Torschützenkönig
- 2002 J. League: Best Eleven
- 2000 Asian Championship Best Eleven
- 1999 Asiatischer Fußballverband Best youth player of the Year

## Erfolge und Titel
- 2022 Japanische Regionalliga-Champions League
- 2019, 2021, 2022 Kyushu Soccer League
- 2010 Gewinn des Korean FA Cup
- 2005 Gewinn des UEFA Intertoto Cups (UI-Cup) und Einzug in den UEFA-Pokal
- 2004 Asienmeister
- 2003 Sieger im Deutschen Ligapokal
- 2002 J. League Championship
- 2000 Asienmeister
- 1999 FIFA World Youth Championship Vizeweltmeister
- 1999 J. League Championship
- 1999 Asia Club Championship
- 1998 J. League Yamazaki Nabisco Cup
- 1998 Asia Club Championship
- 1994 U-16 Asian Championship